# Mosze Sanbar
Mosze Sanbar (hebr.: משה זנבר, ur. 29 marca 1926 w Kecskemécie, zm. 1 października 2012 w Tel Awiwie) – izraelski ekonomista, w latach 1971-1976 prezes Banku Izraela.